# 胡志明市西部客運站
西部客運站（越南文：Bến xe Miền Tây）是越南胡志明市平新郡安樂坊荊陽王街395號的一座大型客運汽車站，是胡志明市最大最重要的客運站之一。該車站服務往返越南西南部九龍江三角洲各省的各客車線路。

## 歷史
1975年前稱「西部車港」，1975年7月擴展面積至3.9萬平方米，更名為「西部客運站」。1976年歸屬西部客車公司管理。1992年車站成為胡志明市公共交通廳下屬的獨立國營企業。
2004年7月，堤岸客運站併入西部客運站。
2004年劃歸西貢交通運輸機械總公司（SAMCO）管理，2005年更名為西部客運站獨資有限責任公司。
2014年，胡志明市人民委員會發佈文件，批准將位於平正縣安富西社城南新區E區的20公頃土地的用途變更，用於建設新西部客運站，取代原計劃在新堅社建設的方案。

## 臨近地點
永旺百貨平新店

## 外部鏈接
- Trang nhà của Bến xe Miền Tây 的存檔，存档日期2011-09-02.
- Các tuyến và danh sách nhà xe bến xe Miền Tây